# Istituto nazionale per la lingua coreana
L'Istituto nazionale per la lingua coreana (국립국어원?, 國立國語院?, Gungnip gugeowonLR) è l'organo ufficiale che si occupa delle politiche linguistiche in Corea del Sud.

## Obiettivi
L'istituto, attraverso la ricerca scientifica e la raccolta di materiale linguistico, si pone tre obiettivi principali:
- studiare e fare ricerca riguardo al materiale linguistico riguardante l'evoluzione e l'uso corretto della lingua coreana;
- stabilire le regole della lingua standard, attuare le politiche linguistiche e curare la redazione del Grande dizionario della lingua coreana standard (국립국어원 국어대사전?, Gungnip kugeowon gugeo daesajeonLR);
- migliorare la conoscenza della lingua coreana non solo presso i madrelingua, ma anche nei confronti degli stranieri, grazie a pubblicazioni di carattere didattico.

## Storia
- L'Istituto per le ricerche della lingua nazionale viene fondato il 10 maggio 1984.
- L'istituto inizia a dipendere dal ministero della cultura quando quest'ultimo viene creato per legge il 23 gennaio 1991.
- Inizia la compilazione del Grande dizionario della lingua coreana standard il 1º gennaio 1992, pubblicato in tre volumi l'11 ottobre 1999.
- Il nome viene cambiato in Istituto nazionale per la lingua coreana l'11 novembre 2004. Viene contemporaneamente riorganizzato in tre dipartimenti.

## Struttura e organizzazione
L'istituto si divide in tre dipartimenti, suddivisi ciascuno in due sezioni:
- dipartimento per le politiche linguistiche:
  - sezione per le politiche linguistiche;
  - sezione per l'informatizzazione della lingua;
- dipartimento per la vita linguistica:
  - sezione per lo studio sullo stato della lingua;
  - sezione pubblicazioni;
- dipartimento per la promozione della lingua:
  - sezione per l'educazione linguistica;
  - sezione per lo sviluppo linguistico.

Tutti i dipartimenti dipendono dal direttore dell'istituto, attualmente Lee Sanggyu.